# Górne Kwietnicowe Stawki

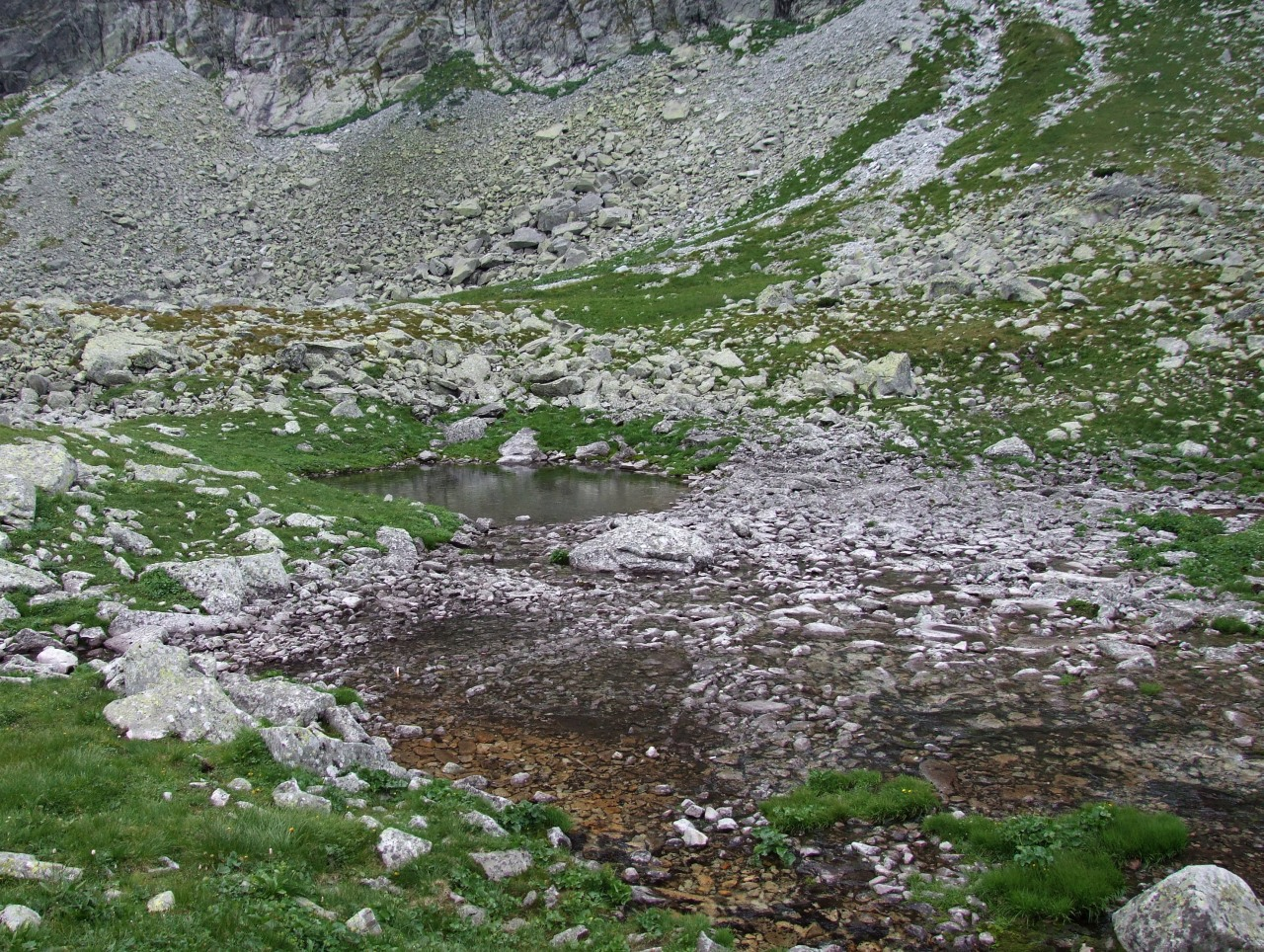
Górne Kwietnicowe Stawki

Górne Kwietnicowe Stawki, Górne Kwietnikowe Stawki (słow. Horné Kvetnicové plieska) – kilka niewielkich i płytkich oczek wodnych w Dolinie Wielickiej w słowackich Tatrach Wysokich. Znajdują się one w środkowej części tej doliny, w Wyżnim Wielickim Ogrodzie na wysokości ok. 1890 m n.p.m., u podnóży Rogatej Turni. Na mapach przeważnie nie są zaznaczane. W ich otoczeniu rosną zespoły ziołorośli.

## Szlaki turystyczne
– zielony szlak z Tatrzańskiej Polanki przez Dolinę Wielicką na przełęcz Polski Grzebień. Czas przejścia 3:45 h, ↓ 2:45 h